# Andreas von Gredler

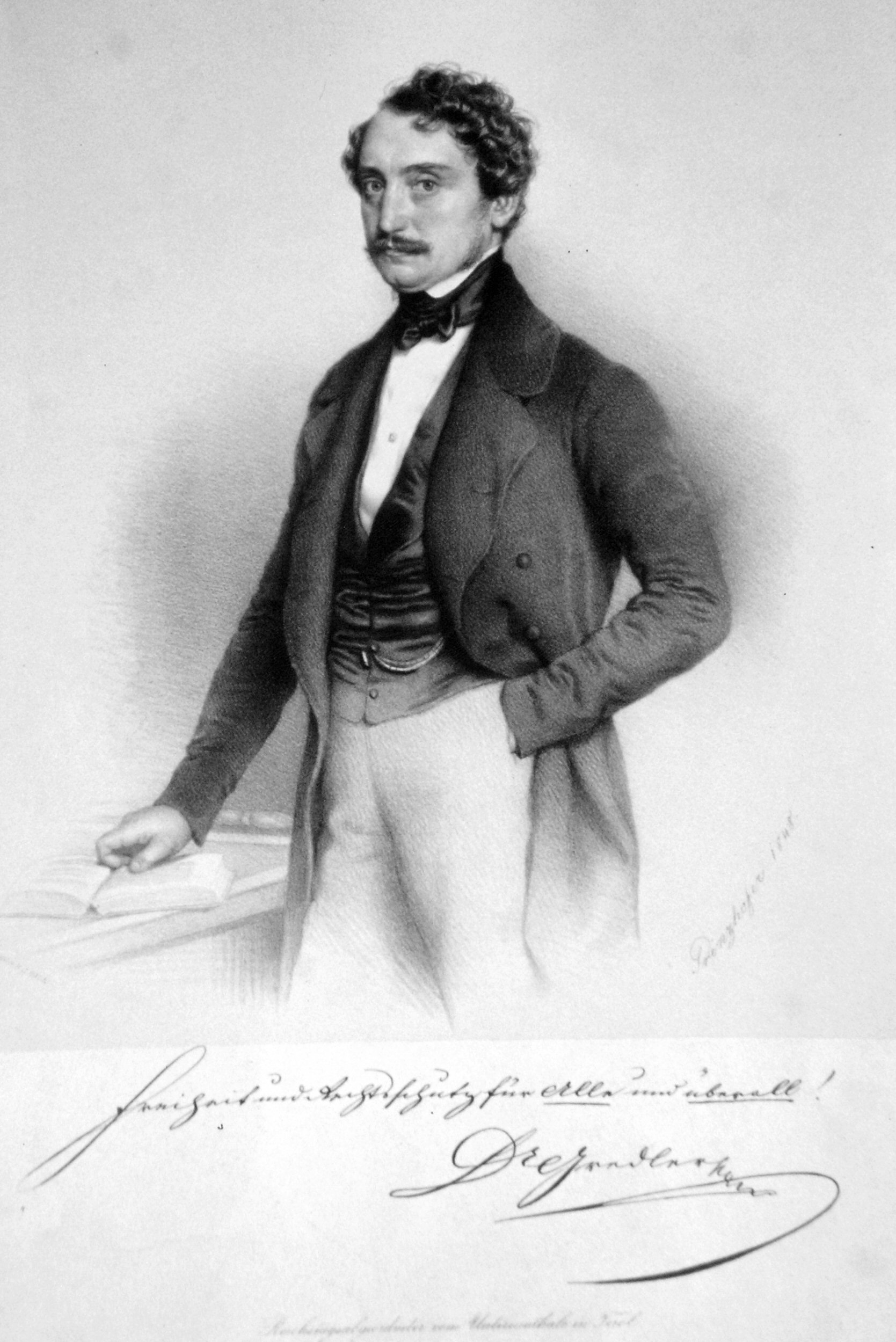
Andreas Freiherr von Gredler, Lithographie von August Prinzhofer, 1848

Andreas von Gredler (* 1. Oktober 1802 in Hippach, Tirol; † 27. Februar 1870 in Wien) war österreichischer Jurist, Politiker und Mitglied der Frankfurter Nationalversammlung; er war vor allem in Wien tätig.

## Leben
Andreas Gredler studierte in den 1820er Jahren die Rechtswissenschaften in Innsbruck und Wien. Währenddessen wurde er 1823 Mitglied der Burschenschaft Libera Germania Innsbruck. In Wien wurde er zum Dr. iur. promoviert.
Von 1835 bis 1865 war er als Hof- und Gerichtsadvokat und Wechselnotar in Wien tätig. Seit dem Jahr 1844 war er Mitglied des Juridisch-Politischen Lesevereins.
Im Revolutionsjahr 1848 wurde er für den Wahlkreis Tirol und Vorarlberg (2. Unterinntal, Schwaz) in die Frankfurter Nationalversammlung gewählt. Er blieb dort fraktionslos. 1848/49 war er Angehöriger des Konstituierenden Reichstages in Österreich. Von 1865 bis 1870 war er Abgeordneter im Tiroler Landtag.
Ab 1850 saß er im Verwaltungsrat der Österreichischen Creditanstalt in Wien und wurde dafür 1869 in den Adelsstand erhoben.

## Ehrungen
- 1851 Ehrenbürger von Innsbruck
- Im Jahr 1897 wurde in Wien-Leopoldstadt (2. Bezirk) die Gredlerstraße nach ihm benannt.